# Ţīnūj
Ţīnūj (persiska: طينوج) är en ort i Iran.   Den ligger i provinsen Qom, i den centrala delen av landet, 160 km sydväst om huvudstaden Teheran. Ţīnūj ligger 1 636 meter över havet och antalet invånare är 215.
Terrängen runt Ţīnūj är huvudsakligen kuperad, men åt sydväst är den platt. Runt Ţīnūj är det ganska tätbefolkat, med 100 invånare per kvadratkilometer. Närmaste större samhälle är Dastjerd, 3,7 km väster om Ţīnūj. Trakten runt Ţīnūj består i huvudsak av gräsmarker.